# Интегрин альфа-D
Интегрин альфа-D (αD, CD11d) — мембранный белок, гликопротеин из надсемейства интегринов, продукт гена ITGAD, альфа-субъединица интегрина αDβ2, рецептора ICAM3 и VCAM1.

## Функции
Интегрин альфа-D/бета-2 (αDβ2) является рецептором для ICAM3 и VCAM1. Может играть роль в фагоцитозе циркулирующих в крови патогенов, частиц и остатков распадающихся эритроцитов, а также в процессе атерогезеза, очищая атеросклеротические бляшки от липопротеинов.

## Структура
Интегрин альфа-D — крупный белок, состоит из 1114 аминокислот, молекулярная масса белковой части — 126,8 кДа. N-концевой участок (1082 аминокислоты) является внеклеточным, далее расположен единственный трансмембранный фрагмент и внутриклеточный фрагмент (41 аминокислота). Внеклеточный фрагмент включает 7 FG-GAP-повторов, VWFA-домен, до 9 участков N-гликозилирования. Цитозольный участок включает GFFKR-мотив. 
Относится к интегринам с I-доменом (VWFA домен), которые не подвергаются ограниченному протеолизу в процессе созревания.

## Тканевая специфичность
Интегрин альфа-D экспрессирован на клетках миеломоноцитарной клеточной линии и подклассах лимфоцитов периферической крови. Особенно высокая экспрессия наблюдается  в макрофагах атеросклеротических бляшек и макрофагах красной пульпы селезёнки.

## См.также
- Интегрины
- Кластер дифференцировки